# إيوان أندوني
إيوان إندوني (بالرومانية: Ioan Andone)‏، من مواليد 15 مارس 1960، لاعب كرة قدم روماني سابق، ومدرب كرة قدم روماني حالي.
لعب مع منتخب رومانيا لكرة القدم.
درب نادي الاتفاق السعودي وحقق معه نتائج ممتازة وتصدر مجموعته التي تضم ساباهان الإيراني والشباب الإماراتي وبونيدكور الأوزبكي في دوري أبطال آسيا 2009 ورشح أكثر من مرة لتدريب المنتخب الروماني وحصل على جائزة أفضل مدرب روماني مرتين وأوصل كلوج الروماني إلى دور المجموعات من دور أبطال أوروبا وأبلى فريقه بلاء حسنا رغم صعوبة مجموعته.

## مسيرته الكروية
لعب إيوان أندوني خلال مسيرته الاحترافية مع 4 أندية في خمسة عشر موسمًا وسجل خلالها 44 هدفًا ضمن 349 مباراة. حيث فاز في ثلاثة مواسم بالكأس وفي موسمين بالدوري.
خاض إيوان أندوني مسيرته مع FC Corvinul Hunedoara ‏ في موسم 1978–79 ليلعب معه خمسة مواسم، مشاركًا في 105 مباراة سجل خلالها 15 هدفًا. ثم انتقل إلى نادي دينامو بوخارست في موسم 1983–84 ليلعب معه سبعة مواسم، حيث شارك في 171 مباراة سجل خلالها 22 هدفًا. لينتقل بعدها إلى نادي إلتشي في موسم 1990–91 لمدة موسم واحد، مشاركًا في 34 مباراة سجل خلالها 3 أهداف. ثم انتقل إلى نادي هيرنفين في موسم 1991–92 ولمدة موسمين، مشاركًا في 39 مباراة سجل خلالها 4 أهداف.

## روابط خارجية
- إيوان أندوني على موقع الاتحاد الدولي (مؤرشف)  (الإنجليزية)
- إيوان أندوني على موقع الاتحاد الأوربي (الإنجليزية)
- إيوان أندوني على موقع قاعدة بيانات كرة القدم.إي يو (الإنجليزية)
- إيوان أندوني على موقع ناشيونال فوتبول تيمز (الإنجليزية)
- إيوان أندوني على موقع عالم كرة القدم.نت (الإنجليزية)